# Paradise Postponed
Paradise Postponed è una miniserie televisiva del 1986, diretta da Alvin Rakoff e tratto da un romanzo di John Mortimer.

## Sequel
Nel 1991 è stata realizzata la miniserie Titmuss Regained, sequel di Paradise Postponed.